# Битюго-Хоперський гідрологічний басейн
Битюго-Хоперський гідрологічний район — територія природного середовища Воронізької області, в основі районування якої лежить закон географічної зональності.

## Географія
Битюго-Хоперський гідрологічний район знаходиться в Північно-Східній частині Воронізької області.
Район найбільший у Воронізькій області за площею: займає 16300 км² (31 % від території області), його середня висота 162 м. (Абс.). Район об'єднує басейни річок Битюг з Чігла, Курлаком і Тойда, Елань з Токай і Саваль, Керуючий, пониззі Ворони і середню частину Хопра. Густота річкової мережі дорівнює 0,28 км/км², а для річок, що мають протяжність понад 10 км. — 0,18 км/км². Площа ярів і балок 10 %.
Поверхневий і підземний стік дуже низький. Максимальні снігозапаси складають 89 мм. Кількість річних опадів невелике — 580 мм, Випаровування з водної поверхні з травня по жовтень досить високе — 590—650 мм.
Водоносні горизонти малопотужні, інтенсивність підземного живлення річок дуже низька. Показник районування має саме мале значення — 0,30. Щорічно пересихають річки з площею водозбору 460 км ², а в окремі посушливі роки — і з площею водозбору 1300 км².

## Річки Битюго-Хоперського гідрологічного району
- Битюг;
- Савала;
- Курлак;
- Малий Курлак;
- Лог Осиківський;
- Струмок крутенький струмок (притока Курлака);
- Струмок Жильцов;
- Струмок Студенець;
- Озерки;
- Лог Синій;
- Йосипівка.